# Sostorilstvo
Sostorilstvo je pravni izraz za soudeležbo pri kaznivem dejanju. Kazenski zakonik Republike Slovenije ga obravnava v 25. členu:
Če dvoje ali več oseb skupno stori kaznivo dejanje tako, da sodelujejo pri izvršitvi, ali tako, da s kakšnim drugačnim dejanjem odločilno prispevajo k njegovi izvršitvi, se vsaka izmed njih kaznuje s kaznijo, predpisano za to dejanje.